# Coquitlam-Burke Mountain (circonscription britanno-colombienne)
Pour les articles homonymes, voir Coquitlam (homonymie).
Circonscription électorale provinciale du Canada
Coquitlam-Burke Mountain est une circonscription provinciale de la Colombie-Britannique représentée à l'Assemblée législative de la Colombie-Britannique depuis 2009.

## Géographie
En 2020, la circonscription représente une partie de la ville de Coquitlam, ainsi que les communautés de Buntzen Bay et Granite Falls.

## Liste des députés
| Législature | Années | Député | Député | Parti |
| Coquitlam-Burke Mountain Circonscription issue de Port Moody-Westwood, Coquitlam-Maillardville et Port Coquitlam-Burke Mountain | Coquitlam-Burke Mountain Circonscription issue de Port Moody-Westwood, Coquitlam-Maillardville et Port Coquitlam-Burke Mountain | Coquitlam-Burke Mountain Circonscription issue de Port Moody-Westwood, Coquitlam-Maillardville et Port Coquitlam-Burke Mountain | Coquitlam-Burke Mountain Circonscription issue de Port Moody-Westwood, Coquitlam-Maillardville et Port Coquitlam-Burke Mountain | Coquitlam-Burke Mountain Circonscription issue de Port Moody-Westwood, Coquitlam-Maillardville et Port Coquitlam-Burke Mountain |
| --- | --- | --- | --- | --- |
| 39e | 2009–2013 | | Douglas Horne (en) | Libéral |
| 40e | 2013–2015 | | Douglas Horne (en) | Libéral |
| 40e | 2015-2016 | | Vacant | Vacant |
| 40e | 2016-2017 | | Jodie Wickens (en) | Néo-démocrate |
| 41e | 2017–2020 | | Joan Isaacs (en) | United |
| 42e | 2020–2024 | | Fin Donnelly | Néo-démocrate |
| 43e | 2024–en cours | | Jodie Wickens (en) | Néo-démocrate |